# Ventrifossa nasuta
Ventrifossa nasuta és una espècie de peix de la família dels macrúrids i de l'ordre dels gadiformes.

## Morfologia
- Els mascles poden assolir 41 cm de llargària total.[5][6]

## Alimentació
Menja principalment peix (incloent-hi Bregmaceros) i calamars, i, en menor proporció, pagúrids i poliquets.

## Hàbitat
És un peix d'aigües profundes que viu entre 395-960 m de fondària.

## Distribució geogràfica
Es troba des de Moçambic fins a Durban (Sud-àfrica).